# 伊西高
伊西高是德国巴伐利亚州的一个市镇。总面积18.69平方公里，总人口1093人，其中男性533人，女性560人（2011年12月31日），人口密度58人/平方公里。